# 12716 Delft
A 12716 Delft (ideiglenes jelöléssel 1991 GD8) a Naprendszer kisbolygóövében található aszteroida. Eric Walter Elst fedezte fel 1991. április 8-án.